# Topolovity (Kratovo)
Topolovity (macedónul: Тополовиќ) település Észak-Macedóniában, a Északkeleti körzetben, Kratovo községben.

## Népesség
| Lakosok száma | 308  | 345  | 247  | 146  | 76   | 68   | 32   | 15   |
|               | 1948 | 1953 | 1971 | 1981 | 1991 | 1994 | 2002 | 2021 |

- 2002-ben 32 lakosa volt, akik mindannyian macedónok.